# Edy Velander
Frans Edvard Hubert Velander, känd som Edy Velander, född 4 maj 1894 i Jönköpings västra församling, död 26 november 1961 i Katarina församling i Stockholm, var en svensk civilingenjör och professor.

## Biografi
Edy Velander var son till provinsialläkaren Edvard Velander som dog när Edy Velander var bara några dagar gammal, varefter hans mor lektor Jenny Richter, ensam fick ta hand om honom och hans två halvbröder, av vilka den yngre var psykiatern Frans Velander.
Velander studerade elektroteknik vid Kungliga Tekniska högskolan och avlade civilingenjörsexamen 1916. Han vidareutbildade sig därefter utomlands, först vid Tekniska högskolan i Berlin (1916) och därefter vid Harvard University (M.A. 1918) och MIT. Han lockades tillbaka till Sverige 1920 med en tjänst vid Vattenfallsstyrelsen, där han bland annat arbetade tillsammans med Håkan Sterky.
Edy Velander blev ledamot av Ingenjörsvetenskapsakademien (IVA) 1938, och var från 1938 vikarierande VD efter att Axel F. Enström övergick från att vara VD till att vara preses. 1941 blev Velander Ingenjörsvetenskapsakademiens ordinarie VD och professor vid akademien. Vid sin pensionering 1959 blev han hedersledamot av Ingenjörsvetenskapsakademien.
Under den period då Velander var Ingenjörsvetenskapsakademiens VD skedde en stor expansion av teknisk forskning och utveckling i Sverige och de institutioner, bland annat forskningsinstitut, där denna verksamhet bedrevs. Ingenjörsvetenskapsakademien var aktivt i att driva på denna utveckling, och Velander deltog därför som representant i en mängd olika sammanhang. Bland annat deltog han i utvecklingen bakom Svenska institutet för konserveringsforskning, de första svenska datorerna och Matematikmaskinnämnden och kärnreaktorn R1.
Han var från 1945 även ledamot av Lantbruksakademien.

## Familj
Edy Velander var 1917–1952 gift med lärarinnan Maj Halle (1893–1984), som var dotter till köpmannen Otto Gustafsson och Cornelia Larsson. De fick två döttrar, juristen Maikki Lindh (1921–2012), gift med diplomaten Sten Lindh, och skådespelaren Meta Velander (född 1924), gift med skådespelaren Ingvar Kjellson. Andra gången var han gift från 1952 till sin död med Stina Hallman (1909–1997), som var dotter till arkitekten Per Hallman och Agnes Wessberg. Edy Velander är begravd på Dunkehalla kyrkogård i Jönköping.